# Opération Cathedral
L'opération Cathedral est le nom d'une opération policière pour démanteler un réseau international de pédopornographie appelé The Wonderland Club et qui agissait par Internet. Ce coup de filet est dirigé par la National Crime Squad (en) du Royaume-Uni en coordination avec 1 500 agents issus de 13 autres polices nationales dans le monde, qui, le 2 septembre 1998, ont arrêté simultanément 104 suspects dans 13 pays, dont l'Australie, la Belgique, la Finlande, la France, l'Allemagne, l'Italie, la Suède, le Royaume-Uni et les États-Unis. Le réseau présentant une forte organisation, il a suscité l'intérêt du public, qui s'est inquiété des problèmes d'abus sexuels sur mineurs en ligne, ce qui a provoqué des évolutions juridiques au Royaume-Uni.

## Historique
The Wonderland Club (dont le nom s'inspire d'Alice au pays des merveilles) est décrit comme « un réseau international de pédophiles où des viols de petits garçons et de petites filles étaient diffusés en direct sur Internet, et qui s'adonnait au trafic d'images montrant la torture d'enfants dès l'âge de deux mois ». Le réseau est fondé par deux pédophiles américains, dont l'un est Peter Giordano. L'enquête est lancée après une information reçue par la police américaine quand, en 1996, elle retrace un cas de viol contre une enfant de huit ans, le crime étant diffusé en direct à des pédophiles via une webcam,. L'homme accusé du crime, Ronald Riva, vivant en Californie, fait partie d'une bande de pédophiles appelée The Orchid Club, ; pendant son agression, il reçoit les encouragements de six autres membres, dont Ian Baldock, qui fait partie de Wonderland.
L'une des causes de la forte médiatisation autour de l'opération est la quantité inhabituelle de matériel détenu, produit et diffusé parmi les membres de Wonderland (plus de 750 000 images et 1 800 vidéos). Pour intégrer le réseau, les criminels devaient être recommandés par un autre membre et ils devaient aussi fournir 10 000 images pédopornographiques, soit nouvelles, soit autoproduites,. Les policiers, malgré les importants efforts mobilisés, ne peuvent identifier que 17 personnes sur les 1 263 présente sur les images : une en Argentine, une au Chili, une au Portugal, six au Royaume-Uni et sept aux États-Unis. Le ressortissant portugais est ensuite reconnu : il s'agit Rui Pedro Teixeira Mendonça (pt), un garçon de 11 ans, enlevé à Lousada le 4 mars 1998 et porté disparu depuis.
Après les interventions de la police, six membres du réseau se suicident. Dans le cadre de l'opération Cathedral, d'autres interventions ont lieu, comme l'Operation Queensland en 1999 et l'Operation Janitress en 2001,.

## Évolutions dans la législation
Le 13 février 2001, sept membres britanniques de Wonderland sont condamnés, lors de la même audience à  Kingston Crown Court,. Néanmoins, à cette date, la peine maximale pour leurs crimes au Royaume-Uni s'élève à 3 années d'emprisonnement, aussi les criminels opérant au Royaume-Uni n'ont reçu que 12 à 30 mois d'emprisonnement pour leurs actes,. Une campagne de défenseurs des droits de l'enfant suscite des manifestations qui conduisent à proposer des amendements au droit britannique, et à durcir les peines jusqu'à 10 années d'emprisonnement en application de la loi Sexual Offences Act 2003.